# Казлари
Казлари (груз. კაზლარი) — село в Грузии. Находится в Сагареджойском муниципалитете края Кахетия. Высота над уровнем моря составляет 440 метров. Население — 1298 человека (2014).